# 지쿠젠하부역
지쿠젠하부역(일본어: 筑前垣生駅)은 일본 후쿠오카현 나카마시에 위치한 규슈 여객철도 지쿠호 본선의 철도역이다. 섬식 승강장 1면 2선의 구조를 갖춘 지상역이다.

## 이용 현황
| 승차 인원 추이 | 승차 인원 추이 |
| 연도           | 1일 평균       |
| -------------- | -------------- |
| 2003           | 556            |
| 2004           | 527            |
| 2005           | 483            |
| 2006           | 458            |
| 2007           | 455            |
| 2008           | 450            |
| 2009           | 427            |
| 2010           | 401            |
| 2011           | 387            |

## 역 주변
- 온가 강
- 하부코엔
- 나카마 시청
- 나카마 시영 야구장

## 역사
- 1935년 4월 26일 : 철도성이 개설.
- 1987년 4월 1일 : 일본국유철도 분할 민영화에 의해, 규슈 여객철도가 승계.
- 2009년 3월 1일 : IC카드 SUGOCA 사용 개시.
- 2014년 7월 1일 : 무인화.

## 인접 역
| 지쿠호 본선        | 지쿠호 본선         | 지쿠호 본선        |
| ------------------ | ------------------- | ------------------ |
| 나카마 오리오 방면 | ■ 후쿠호쿠유타카 선 | 구라테 하카타 방면 |